# Yellow Canary
Yellow Canary (bra O Canário Amarelo) é um filme britânico de 1943 dirigido por Herbert Wilcox.